# Marco Plaucio Silvano
Marco Plaucio Silvano (en latín Marcus Plautius Silvanus), nacido alrededor de 35 a. C., muerto en Roma, después de 9, fue un general del Imperio Romano, emparentado con la Dinastía Julio-Claudia, cónsul en 2 a. C., y procónsul de Asia de 4 a 5. También sirvió en Panonia en 9, Dalmacia e Iliria, en la época de la Gran revuelta ilírica.

## Orígenes familiares, matrimonio y descendencia
Miembro de la gens Plaucia, de origen senatorial, era hijo de una cierta Urgulania, que gozaba de la amistad de Livia Drusila, esposa de Augusto.
Se casó con Larcia, con la cual tuvo dos hijos: Marco Plaucio Silvano,quien fue pretor en 24 y se suicidó tras haber arrojado a su esposa por la ventana, y Plaucia Urgulanila, primera esposa del emperador Claudio, del cual tuvo dos hijos.

## Carrera política
Fue nombrado cónsul en 2 a. C. como compañero de Augusto. Gobernó, como procónsul, la provincia de Asia en 4.
Nombrado gobernador de Galacia y Panfilia en 5-6, sofocó una primera revuelta de los isauros, más tarde, en 7, guio y reforzó dos legiones, la IV Escítica y la V Macedónica contra los rebeldes de Panonia. Rehusó unirse a las fuerzas del legado de Mesia (Thracia Macedoniaque), Aulo Cecina Severo, pero atacado por sorpresa por los rebeldes mientras estaba cruzando el río Sava, al oeste de Sirmio, fue hábil tanto para salvar el ejército como para llegar a la sede de Tiberio, en Siscia donde estaba reunido el ejército compuesto por diez legiones.
Los dos años que siguieron llevaron a la completa sumisión de Iliria, que se tradujo en la creación de las nuevas provincias de Panonia y Dalmacia. Por estos éxitos se le premió con los ornamentos triunfales.